# Diospyros siamang
Diospyros siamang är en tvåhjärtbladig växtart som beskrevs av Bakh. Diospyros siamang ingår i släktet Diospyros och familjen Ebenaceae. Inga underarter finns listade i Catalogue of Life.